# Aleksander Zieliński
Aleksander Zieliński herbu Świnka (ur. ok. 1755–1760, zm. 1821) – podkomorzy nurski, poseł ziemi nurskiej na Sejm Czteroletni w 1788 roku, generał major ziemski, marszałek pospolitego ruszenia szlachty mazowieckiej i sejmiku szlachty powiatu pułtuskiego, pierwszy prefekt departamentu płockiego.

## Działalność
Po przegranej wojnie z Rosją i drugim rozbiorze Rzeczypospolitej został członkiem Zgromadzenia Przyjaciół Konstytucji Rządowej i to jej lewego skrzydła, które to nie tylko, że przygotowywało powstanie organizacji spiskowej, ale i później doprowadziło, że został on pełnomocnikiem Rady Najwyższej Narodowej dla ziemi łomżyńskiej, różańskiej i nurskiej, jak i generałem majorem milicji mazowieckiej i nurskiej. Za co został odznaczony przez Kościuszkę okolicznościową obrączką „Ojczyzna swojemu obrońcy”. Wynika, więc z tego, że był zwolennikiem zapisów zawartych w Konstytucji 3 Maja i uczestnikiem przedpowstaniowej konspiracji warszawskiej. Nic, więc dziwnego, że Rada Nieustająca zawiesiła go w 1793 roku w pełnieniu czynności związanych ze sprawowaniem godności kasztelana. Z tym, że bezpośrednim powodem tego miało być to, że z pomocą brata Ignacego, pełniącego wówczas służbę porucznika w stacjonującym w Ostrowi Mazowieckiej szwadronie jazdy Regimentu 4 Straży Przedniej doprowadził tam do zjazdu okolicznej szlachty i wyboru nowych sędziów ziemskich, a usunięcia tych, którzy poparli wcześniej obóz Targowiczan.
Wiadomo, że w tym czasie współpracował już z bryg. Antonim Madalińskim, dowódcą stacjonujących i na terenie przyszłego powiatu pułtuskiego oddziałów 1 Wielkopolskiej Brygady Kawalerii Narodowej i dlatego ten będzie między innymi współorganizował dla jej szwadronów pomoc materialną. Po tym, jak bryg. Madaliński otrzymał na początku marca 1794 roku polecenia z Drezna, uczestniczył wraz z kilkoma innymi członkami sprzysiężenia w naradzie, do której doszło w Ostrołęce i poznał faktyczną przyczynę zarządzonej na 8 i 9 marca 1794 roku koncentracji w Ostrołęce i Pułtusku szwadronów tejże brygady. Wiadomo też, że tego dnia wysłano stamtąd do Drezna informacje o podjętych wówczas decyzjach. Zatem można przyjąć, że wiedział on o mającym nastąpić przyjeździe gen. Tadeusza Kościuszki do Krakowa, jak i o zamiarze doprowadzenia do wybuchu powstania.
Wiadomo, że kawaleria wielkopolska zebrała się w nakazanych miejscach 12 marca, jak i to, że dołączył tam do niej przybyły z Ostrowi szwadron ułanów królewskich z Regimentu 4 Straży Przedniej por. Ignacego Zielińskiego. Wtedy to zapewne był on świadkiem złożenia przez zebranych tam oficerów przysięgi „...Na wierność Madalińskiemu i obronę wolności...” i ich czwartkowego wymarszu stamtąd w kierunku Przasnysza. Natomiast rodzina Zielińskich (Aleksander, Jan, Norbert, Ignacy) zaczęła aktywizować na terenie ziemi nurskiej i łomżyńskiej ruch pro powstaniowy.
Być może, więc i dlatego, gdy w tym czasie, jak brygada Madalińskiego docierała już w okolice Końskich to we wtorek 24 marca doszło na krakowskim Rynku Głównym do ogłoszenia w imieniu Tadeusza Kościuszki przywiezionego tam z Drezna przez Franciszka Dmochowskiego, a opracowanego przez księdza Hugo Kołłątaja i Ignacego hr. Potockiego „Aktu powstania obywatelów, mieszkańców województwa krakowskiego”, w którym to generał został publicznie uznany za Najwyższego Naczelnika Siły Zbrojnej Narodowej. Jednakże cała, północna granica Mazowsza z Prusami pozostała bez ochrony ze strony polskiego wojska, co wykorzystał Fryderyk Wilhelm II i doprowadził do tego, że 20 marca jego armia została postawiona w stan alarmowy i koncentrował tam jej oddziały. Dzięki temu 1 kwietnia doszło pod Raciążem do przekroczenia granicy województwa ciechanowskiego przez zgrupowanie złożone z batalionu fizylierów oraz dziewięciu szwadronów dragonów i huzarów, jak oddziału złożonego z około stu trzydziestu muszkieterów (strzelców) z regimentu Alt von Schwerin, a dowodzonego przez gen. lejt. Fryderyka von Wölky’ego. Wiadomo, że pododdziały te otrzymały wtedy polecenie stopniowego przemieszczania się w kierunku terenów rozpościerających się wzdłuż dolnego biegu Narwi. Tak, że w dwa dni po zwycięskiej dla powstańców bitwie pod Racławicami, czyli w niedzielę 6 kwietnia, jeden z nich dotarł do Pułtuska, a żołnierze z dwóch innych batalionów piechoty zajęli Płock, Szreńsk, Wyszogród, Zakroczym i Serock. W tym samym czasie inna grupa Prusaków, w liczbie trzech batalionów piechoty oraz dziesięciu szwadronów kawalerii, a dowodzona przez gen. mjr. Franciszka Ludolfa Ferdynanda von Widaua, obsadziła do 5 kwietnia tereny pogranicza pod Mławą. Natomiast gen. mjr. Henryk Johan von Günther, dowodząc oddziałem składającym się z batalionu piechoty i dziesięciu szwadronów z Regimentu 9 Bośniaków, wyruszyli z okolic Pisza, opanować linię brzegową Narwi na przestrzeni od Ostrołęki po Wizę. Z tym, że te, jak tylko przekroczą granicę to dowodzący wtedy całą tą akcją gen. lejt. Wilhelm Fryderyk von Schwerin rozkazał im przemieszczenie się dalej na wschód, w kierunku Tykocina.
Wynika, więc z tego, że były to słabe liczebnie oddziały, ale i tak nikt im praktycznie nie stawiał oporu. Tak, że tylko w Ostrołęce wicebryg. Dąbrowski, mając ścigać tam z polecenia Rady Nieustającej pododdziały jazdy bryg. Madalińskiego nie dopuścił do miasta podjazdu bośniaków gen. von Günthera i zabezpieczył przed nimi kasę z Łomży. Armia pruska na tamtym terenie była aż do przegrania wojny z napoleońską Francją, czyli do 8 lipca 1807 roku, kiedy to zostanie podpisany traktat pokojowy w Tylży.
Upadek powstania kościuszkowskiego nie stanowiło jednak końca jego działalności niepodległościowej. Po 6 grudnia 1806 roku i na wniosek gen. Dąbrowskiego przyjął obowiązki regimentarza pospolitego ruszenia szlachty mazowieckiej, a po 16 grudnia zgodził się zostać, zgodnie z sugestiami Józefa Wybickiego, prezesem Izby Administracyjnej przyszłego Departamentu Płockiego. Nie był w stanie jednak pełnić zbyt długo powierzonych mu wtedy obowiązków, gdyż z końcem 1808 roku prawdopodobnie na znak protestu przekazał je płk. Rajmundowi Rembielińskiemu. Nie stanowiło to jeszcze końca jego działalności politycznej. Na wniosek Rady Stanu Księstwa Warszawskiego przyjął obowiązki marszałka szlachty powiatu pułtuskiego i doprowadził do wyboru jej pierwszego posła na sejm, czyli Ludwika Pączkowskiego z Romanowa pod Makowem, syna wojskiego mniejszego przasnyskiego. Później udzielał się na terenie powiatu, gdyż będąc między innymi dzierżawcą Długosiodła zajął się tam organizacją szkoły elementarnej.

## Rodzina
Był mężem zmarłej około 1820 roku Jadwigi z Zielińskich herbu Świnka, córki Jana (1709–1787) i Anny z Wkrzyńskich, a następnie urodzonej około 1780 roku Antoniny z Błeszczyńskich, z którą zawarł związek małżeński 24 września 1803 roku. Z pierwszą żoną mieli trzy córki: Teklę, żonę Józefa hr. Koziebodzkiego herbu Jastrzębiec, matkę Adama, Magdalenę, żonę Ignacego Zielińskiego herbu Świnka, matkę Teodozji, Józefa i Mariana oraz Józefę, żonę nieznanego z imienia Dulskiego oraz syna Dyzmę, zmarłego około 1860 roku, męża nieznanej z imienia Zagórskiej. Natomiast z drugą żoną mieli dwoje dzieci, czyli urodzonego w 1806 roku i poległego 29 maja 1831 roku pod Rajgrodem Henryka, i urodzoną około 1810 roku Mariannę, żonę urodzonego około 1800 roku, nieznanego z imienia Damięckiego herbu Prus II. Zmarł 26 maja 1821 roku w Olesku, gdzie został pochowany.